# 전주곡 (라벨)
《전주곡 가단조 M.65》(프랑스어: Prélude)는 모리스 라벨이 1913년에 작곡한 피아노 소품이다.

## 작곡 배경
이 곡은 1913년 파리 음악원의 첫번째 초견시험으로 작곡 되었다. 전체 마디 수가 27마디에 지나지 않는 짧은 작품이다.
시험 당시 우승을 한 장 를뢰(프랑스어: Jeanne Leleu)에게 헌정되었다.